# Donji Kozji Dol
Donji Kozji Dol (Servisch cyrillisch Доњи Козји Дол) is een plaats in de Servische gemeente Trgovište. De plaats telt 291 inwoners (2002).